# Emerson, Lake & Palmer (album)
Az Emerson, Lake & Palmer az Emerson, Lake & Palmer azonos című, 1970. november 20-án megjelent, első nagylemeze, amely 2012-ben újrakeverve ismét megjelent.

## Az album dalai
| 1. | The Barbarian → Allegro barbaro | Bartók Béla, az Emerson, Lake & Palmer feldolgozása | 4:27  |
| 2. | Take a Pebble                   | Lake                                                | 12:32 |
| 3. | Knife-Edge                      | Leoš Janáček                                        | 5:04  |

| 1. | The Three Fates - Clotho – 1:48 - Lachesis – 2:43 - Atropos – 3:15 | Emerson         | 7:46 |
| 2. | Tank                                                               | Emerson, Palmer | 6:49 |
| 3. | Lucky Man                                                          | Lake            | 4:36 |

## Közreműködtek

### Együttes
- Keith Emerson – orgona, szintetizátor, zongora, cseleszta, Hammond orgona, Moog szintetizátor, a Royal Festival Hall orgonája
- Greg Lake – ének, basszusgitár, akusztikus- és elektromos gitár
- Carl Palmer – dob, ütőhangszerek

### Produkció
- Eddie Offord – hangmérnök
- Emerson, Lake & Palmer – művészeti vezetők
- Greg Lake – producer

## Fordítás
Ez a szócikk részben vagy egészben  az   Emerson, Lake & Palmer (album) című angol Wikipédia-szócikk fordításán alapul.  Az eredeti cikk szerkesztőit annak laptörténete sorolja fel. Ez a jelzés csupán a megfogalmazás eredetét és a szerzői jogokat jelzi, nem szolgál a cikkben szereplő információk forrásmegjelöléseként.